# Juvalim
Juvalim (hebrejsky יוּבַלִּים, doslova „Přítoky“, v oficiálním přepisu do  angličtiny Yuvallim, přepisováno též Yuvalim) je vesnice typu společná osada (jišuv kehilati) v Izraeli, v Severním distriktu, v Oblastní radě Misgav.

## Geografie
Leží v nadmořské výšce 250 metrů, v hornaté oblasti v centrální části Dolní Galileji, cca 18 kilometrů východně od břehů Středozemního moře a cca 25 kilometrů na západ od Galilejského jezera. Je situován na pahorku, jižně od okraje údolí Bejt ha-Kerem, od kterého je oddělena údolím vádí Nachal Chilazon. Na východ od vesnice začíná údolí Bik'at Sachnin, ze kterého směrem k Nachal Chilazon vytéká vádí Nachal Sachnin. Další vádí, Nachal Avid, protéká podél západního okraje vesnice. Na jižní straně se nalézá vrch Giv'at Sachnit, na kterém leží průmyslová zóna Misgav.
Obec se nachází cca 100 kilometrů severovýchodně od centra Tel Avivu a cca 27 kilometrů severovýchodně od centra Haify. Juvalim obývají Židé, přičemž osídlení v tomto regionu je etnicky smíšené. 2 kilometry na jihozápad leží město Sachnin, které obývají izraelští Arabové. Pás arabských měst se nachází v jistém odstupu odtud rovněž na západní straně (například Tamra). Jediným větším židovským sídlem je město Karmiel 3 kilometry severně od osady. Krajina mezi těmito městskými centry je ovšem postoupena řadou menších židovských vesnic, které zde, západně od Sachninu vytvářejí souvislý blok. Vesnici Arab al-Na'im severovýchodně od Juvalim zase obývají arabsky mluvící Beduíni.
Obec Juvalim je na dopravní síť napojena pomocí místní silnice, která spojuje židovské vesnice severně a severozápadně od Sachninu (Ešbal, Ešchar a Juvalim) a nedaleko od vesnice ústí do lokální silnice číslo 784.

## Dějiny
Vesnice Juvalim byla založena v roce 1982. Vyrostla v rámci programu Micpim be-Galil, který vrcholil na přelomu 70. a 80. let 20. století a v jehož rámci vznikly v Galileji desítky nových židovských vesnic s cílem posílit židovské demografické pozice v tomto regionu a nabídnout kvalitní bydlení kombinující výhody života ve vesnickém prostředí a předměstský životní styl.
První obyvatelé se tu usadili už roku 1980, ale teprve v roce 1982 zde vzniklo trvalé osídlení. Zakladatelé vesnice utvořili skupinu již roku 1974. Šlo o zaměstnance firmy Rafael Advanced Defense Systems z Haify, kteří několik let plánovali založení vlastní vesnice. Hodlali ji organizovat zcela netradičním způsobem a Juvalim tak je první společnou osadu (jišuv kehilati) v Izraeli, tedy vesnicí bez kolektivních prvků v hospodaření a bez výraznější zemědělské aktivity, ale zároveň sociálně organizované jako komunita. Zároveň byla od počátku koncipována jako relativně velké sídlo, větší než ostatní vesnice vzniklé v tomto regionu v programu Micpim be-Galil.
V Juvalim funguje zařízení předškolní péče o děti. Základní škola je ve vesnici Gilon. Dále tu funguje zdravotní středisko, sportovní areály, knihovna, společenské centrum a pošta. Většina obyvatel za prací dojíždí mimo obec. Vesnice má výhledově dosáhnout větší populace. Ta se má zvýšit ze stávajících více než 200 na 500 rodin.

## Demografie
Obyvatelstvo vesnice Juvalim je sekulární. Podle údajů z roku 2014 tvořili populaci v Juvalim Židé (včetně statistické kategorie "ostatní", která zahrnuje nearabské obyvatele židovského původu ale bez formální příslušnosti k židovskému náboženství).
Jde o menší sídlo vesnického typu s dlouhodobě stagnujícím počtem obyvatel. K 31. prosinci 2014 zde žilo 1056 lidí. Během roku 2014 populace klesla o 1,4 %.
| Rok            | 1983 | 1995 | 2001 | 2003 | 2004 | 2005 | 2006 | 2007 | 2008 | 2009 | 2010 | 2011 | 2012 | 2013 | 2014 |
| -------------- | ---- | ---- | ---- | ---- | ---- | ---- | ---- | ---- | ---- | ---- | ---- | ---- | ---- | ---- | ---- |
| Počet obyvatel | 321  | 879  | 965  | 1005 | 999  | 1068 | 1133 | 1142 | 1157 | 950  | 996  | 1037 | 1077 | 1071 | 1056 |